# 源氏物語不審抄出
『源氏物語不審抄出』（げんじものがたりふしんしょうしゅつ）は、室町時代の連歌師・宗祇が著した『源氏物語』の注釈書。『源氏不審抄出』（げんじふしんしょうしゅつ）ともいう。

## 概要
正確な成立時期は不明であるものの、三条西実隆の日記である『実隆公記』明応5年10月11日（1496年11月15日）の条に、宗祇が実隆の元に本書を持参したとの記述があり、また現行の流布本には1499年（明応8年）に宗祇が京を離れて地方へ赴いた際に富小路俊通に付託されたとの識語が付されていることから、それ以前に著されたと見られる。桐壺巻以下の42帖から、宗祇が難解だと考えた120箇所あまりの部分を抄出し、それぞれの部分について文脈に即した詳しい注釈がなされている。『河海抄』や『花鳥余情』など一条兼良の説も引用しており、未解決とされている部分も多い。

## 翻刻
- 吉沢義則編『未刊国文古註釈大系 第11冊 源氏物語不審抄出』帝国教育会出版部、1936年（昭和11年）。
- 白井たつ子解題宗祇『源氏不審抄出 ノートルダム清心女子大学古典叢書 第3期 6 』福武書店・ベネッセコーポレーション、1982年（昭和57年）8月。 ISBN 4-8288-1007-2

## 影印
- 源氏物語不審抄出 / 宗祇法師 撰 - 早稲田大学図書館
- 源氏物語不審抄出 / 宗祇法師 撰 - 早稲田大学図書館